# Поповиці (Мазовецьке воєводство)
Поповиці (пол. Popowice) — село в Польщі, у гміні Могельниця Груєцького повіту Мазовецького воєводства.
Населення — 135 осіб (2011).
У 1975-1998 роках село належало до Радомського воєводства.

## Демографія
Демографічна структура станом на 31 березня 2011 року:
|          | Загалом | Допрацездатний вік | Працездатний вік | Постпрацездатний вік |
| -------- | ------- | ------------------ | ---------------- | -------------------- |
| Чоловіки | 74      | 20                 | 43               | 11                   |
| Жінки    | 61      | 11                 | 38               | 12                   |
| Разом    | 135     | 31                 | 81               | 23                   |